# Бельтракки, Вольфганг
Вольфганг Бельтракки (нем. Wolfgang Beltracchi, имя при рождении Wolfgang Fischer; род. 1951) — немецкий художник и фальсификатор, который признался в подделке сотен картин на миллионы евро.

## Биография
Родился 4 февраля 1951 года в городе Хёкстер; его отец был реставратором и художником-монументалистом.
В юности отличился тем, что был исключён из средней школы, после чего пошёл учиться в художественную школу в Аахене. В молодости он употреблял наркотики и начал «понемногу» заниматься подделками произведений искусства. Вольфганг Фишер путешествовал по Европе, некоторое время жил в Амстердаме, в Марокко и на Майорке. В 1980-х годах вместе со своим деловым партнёром некоторое время управлял художественной галереей, но в результате они рассорились. В 1992 году Вольфганг познакомился с Элен Бельтракки (род. 1958) и, женившись на ней в 1993 году, принял её фамилию.
Занимаясь фальсификацией, Вольфганг Бельтракки не копировал существующие и известные картины, а писал свои собственные, подражая стилю рассматриваемых художников. Он выдумывал названия и мотивы, утверждая, что его подделка была утерянной работой, известной только по названию в старых документах или каталогах. Вместе со своей женой Вольфганг продавал предполагаемые фальшивые работы известных художников, в том числе Макса Эрнста, Генриха Кампендонка, Фернана Леже и Кеса ван Донгена. Хотя он был признан виновным в подделке 14 произведений искусства, которые были проданы на общую сумму 45 миллионов долларов (28,6 миллиона фунтов стерлингов), Бельтракки утверждает, что подделал «около 50» художников. Общая предполагаемая сумма, которую он получил от своих подделок, превышает 100 миллионов долларов.
Бельтракки поймали после того, как он продал работу Генриха Кампендонка через аукционный дом Lempertz. Затем эта картина была продана компании на Мальте за 2,88 миллиона евро. Попался фальсификатор на том, что при очередной проверке картины выяснилось, что одна из красок содержала титановые белила, которые не использовались во времена Кампендонка.
Вольфганг и Элен были арестованы 27 августа 2010 года во Фрайбурге. Их сообщник Отто Шульте-Келлингхаус (Otto Schulte-Kellinghaus), который помог разместить несколько подделок на рынке, был арестован 1 декабря этого же года. Судебный процесс над ними состоялся осенью 2011 года. 27 октября 2011 года Вольфганг был приговорён к шести годам, его жена Элен — к четырём годам, а Отто Шульте-Келлингхаус — к пяти годам тюремного заключения. Вольфгангу и Элен Бельтракки разрешили отбывать наказание в колонии-поселении. Элен Бельтракки была освобождена в феврале 2013 года; Вольфганг Бельтракки был освобождён в январе 2015 года. Он согласился работать художником только от своего имени и вместе с женой переехал из Германии во Францию. В настоящее время они живут и работают художниками на озере Люцерн в Швейцарии.
Вольфганг Бельтракки занимается легальной деятельностью художника. В 2014 году о нём был снят фильм документальный фильм Beltracchi: The Art of Forgery. BBC сообщает, что Белтракки на былой «славе» зарабатывает в настоящее время миллионы на продаже своих оригинальных работ.
Бельтракки выставляется на персональных и групповых художественных выставках. Он разработал и оформил обложку восьмого студийного альбома The Fall of a Rebel Angel немецкого музыкального проекта Enigma.